# Arquà Petrarca
Arquà Petrarca (Arcuà in veneto) è un comune italiano di 1 785 abitanti della provincia di Padova in Veneto, ubicato ai piedi del Monte Piccolo e del Monte Ventolone, nei Colli Euganei.
Fa parte dell'associazione I borghi più belli d'Italia e ha ottenuto la bandiera arancione del Touring Club Italiano.
Nel comune è localizzato il Laghetto della Costa, uno dei siti palafitticoli preistorici, dal 2011 nell'elenco del patrimonio dell'umanità dell'UNESCO.

## Origini del nome
Il toponimo di Arquà deriva dal latino Arquatum o Arquata, che nei secoli, durante la Repubblica di Venezia, è stato modificato in Arquada, poi tramutato in Arquà. Nel 1868, in seguito all'Annessione del Veneto al Regno d'Italia, si decise di cambiare il nome in Arquà Petrarca, in onore del poeta che vi trascorse gli ultimi anni della sua esistenza.

## Storia

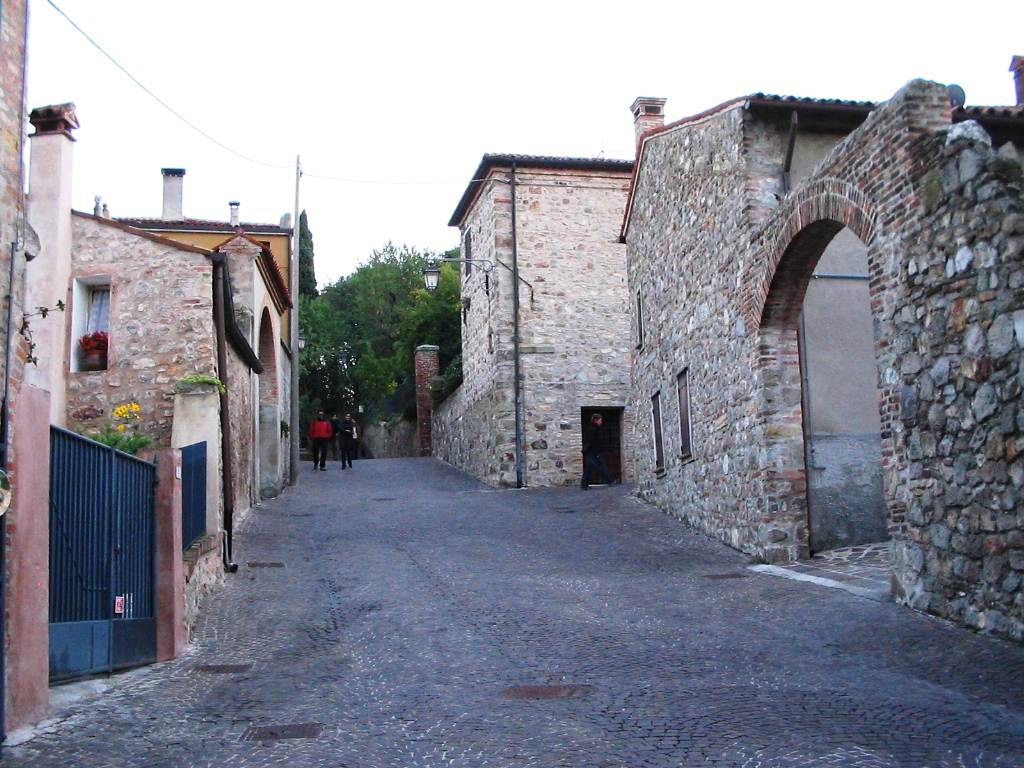
Scorcio dell'abitato

Il paese di Arquà ha origini molto antiche, lo dimostrano i ritrovamenti (dell'Ottocento) di una stazione preistorica risalente all'età del bronzo nei dintorni del Laghetto della Costa, tra Arquà e Monselice. Successivamente fu abitato dagli Eneti, e poi, nell'epoca Augustea, fu annesso alla Regio X Venetia et Histria: sono molte le testimonianze della dominazione romana, a partire dai toponimi (Bignago deriva da Bennius, Mercurana da Mercurius) e dai reperti archeologici come cippi e corredi funerari, monete imperiali e condutture per lo scarico dell'acqua.
Il borgo sorse probabilmente nel periodo in cui veniva a collocarsi su una probabile linea difensiva che doveva esistere già in epoca barbarica e che congiungeva la Rocca di Monselice, centro della locale giurisdizione politico amministrativa longobarda, con Valle San Giorgio, Cinto Euganeo e la fascia pianeggiante verso Vicenza, a occidente dei colli.

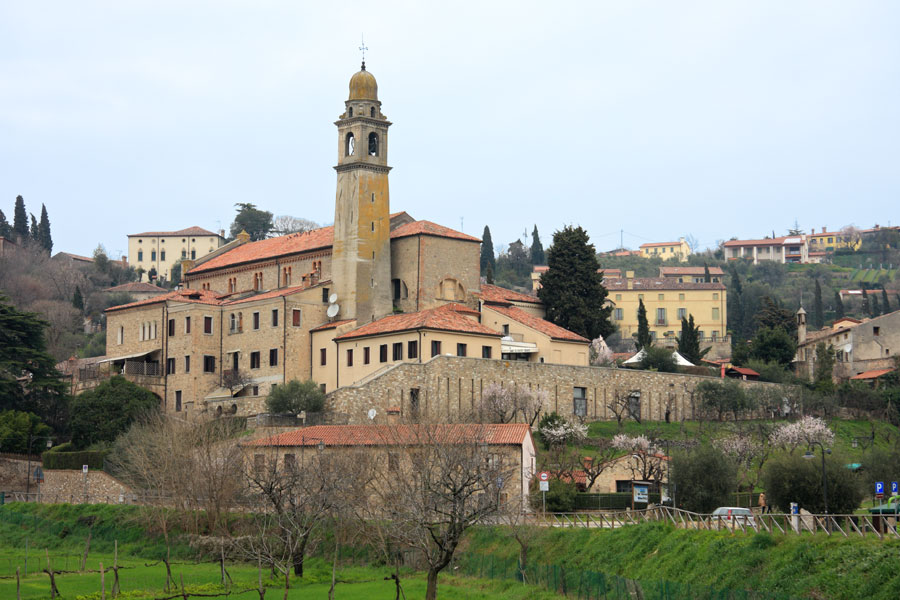
Veduta della zona bassa di Arquà Petrarca con la Chiesa di S. Maria Assunta

In epoca medievale fu costruito un castello (castrum) abitato da Rodolfo Normanno, come si attesta in un documento del 985 d.C. Proprio sull'altura fortificata, per questo detta Monte Castello, si sviluppò l'originario villaggio, che si articolava in due nuclei distinti su vari livelli e raccolti attorno alle chiese di S. Maria e della Trinità, ancora ravvisabili nei due Borghi di Sopra e di Sotto. Nel borgo medievale si trovano gli edifici di culto, uno votato a Santa Maria e ricordato con l'importante titolo di pieve nel 1026, l'altro dedicato alla SS. Trinità e attestato nel 1181, entrambi dotati di fonte battesimale. Nel 1213 passò dagli Estensi al Comune di Padova, in seguito Signoria, e fu vicaria.
Un secolo dopo, nel 1322, nella guerra tra Carraresi e Scaligeri, il castello venne incendiato e distrutto.
In questo periodo, nel 1364, Francesco Petrarca conobbe Arquà, mentre soggiornava ad Abano per sottoporsi alle cure termali prescrittegli per la scabbia. Pochi anni dopo, nel 1369, ottenne delle terre ad Arquà, dove decise di stabilirsi per trascorrere gli ultimi anni della sua vita, che si concluse nel 1374.
Nel 1405, la dominazione della Repubblica di Venezia subentrò al dominio carrarese e Arquà mantenne intatta la vasta giurisdizione vicariale che racchiudeva numerosi altri centri dell'area euganea come Baone, Galzignano, Montegrotto, Abano, sino a giungere a Valbona. In questo periodo la notorietà e la moda petrarchesche spinsero alcune famiglie aristocratiche padovane e veneziane, come i Contarini, i Pisani, i Capodivacca e gli Zabarella, a costruire delle sontuose residenze. Dopo il Cinquecento la crescita edilizia del paese rallentò parecchio, preservandone in tal modo il caratteristico aspetto: ancora oggi, infatti, si possono ammirare le nobili dimore gotiche che circondano la piazza di Arquà Bassa, in cui domina l'arcipretale di Santa Maria Assunta.
Alla caduta della Repubblica Veneta, nel 1797, il paese perse gradualmente importanza; tuttavia nel 1866, dopo l'annessione del Veneto all'Italia, fu elevato al grado di Comune, e nel 1868 poté aggiungere al nome di Arquà quello di Petrarca.

### Arquà e Petrarca

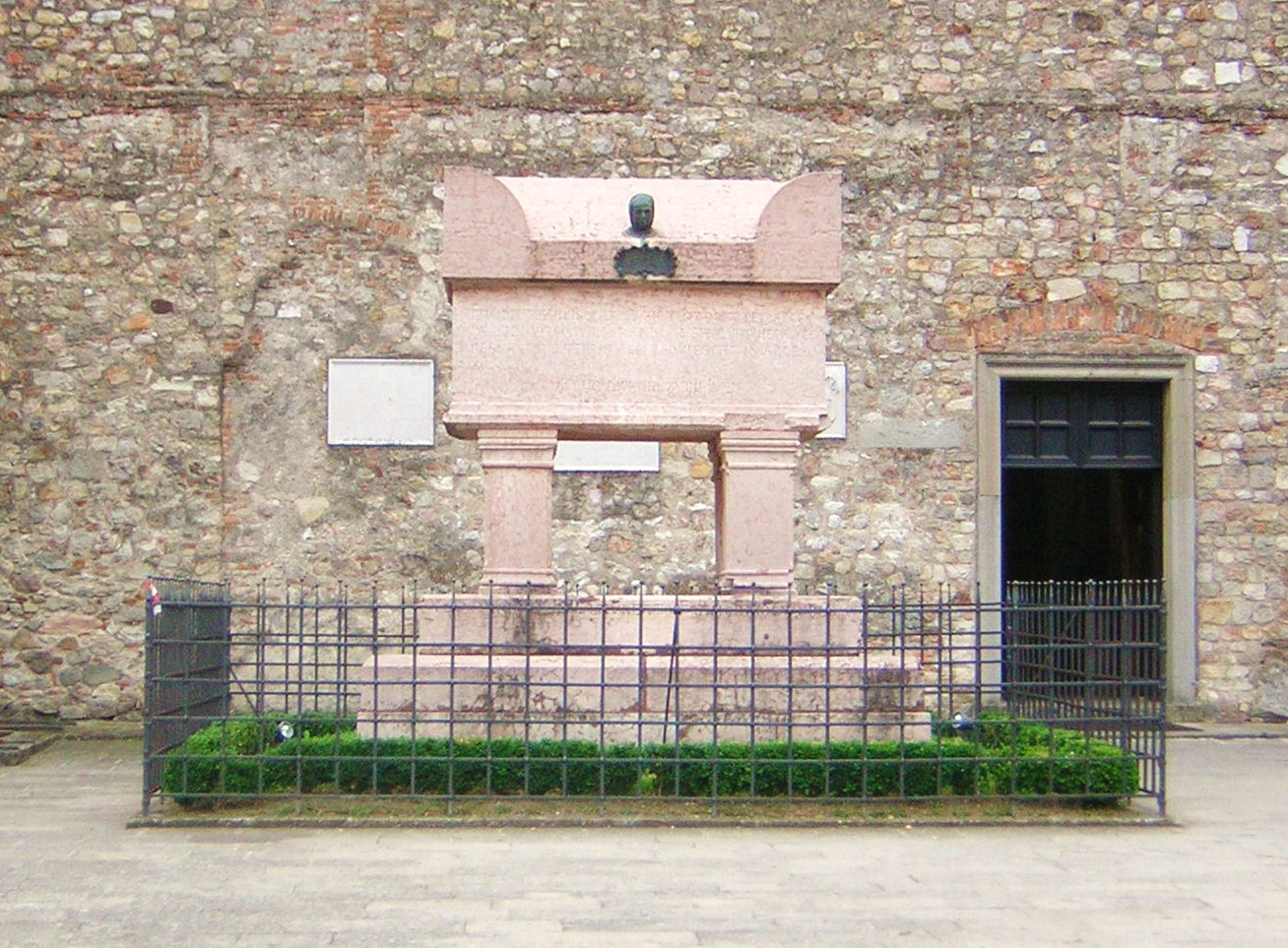
La tomba di Petrarca nel centro di Arquà, costruita dal genero Francescuolo da Borsano, su modello della Tomba di Antenore nella vicina Padova.

Francesco Petrarca conobbe Arquà nel 1364, quando, per curarsi alle terme dalla scabbia, si era trasferito ad Abano Terme. Nel 1365 il poeta divenne canonico presso la collegiata di Monselice e, quattro anni dopo, Francesco il Vecchio gli cedette un appezzamento di terreno proprio ad Arquà. Dopo aver sovrinteso al restauro della sua futura dimora (un'abitazione modesta ma decorosa), il poeta si stabilì nel paese nel marzo del 1370. Iniziò allora il suo soggiorno nel borgo medievale, che egli stesso definì «Il mio secondo Elicone».
Così viene descritta Arquà al tempo del Petrarca, in un documento conservato nel Museo civico di Padova: «Vasti boschi di castagni, noci, faggi, frassini, roveri coprivano i pendii di Arquà, ma erano soprattutto la vite, l'olivo e il mandorlo che contribuivano a creare il suggestivo e tipico paesaggio arquatense».

Casa di Petrarca ad Arquà. Tavola tratta da Reise nach Venedig, 1824. Da BEIC, biblioteca digitale

Una vegetazione e una serenità che probabilmente gli hanno evocato la sua terra natìa, la Toscana, e così Petrarca decise di stabilirsi in una casa dignitosa che si distingueva dalle disadorne casupole dei contadini e degli artigiani, spesso ricoperte di paglia e con il perimetro in muratura o in legno. Poche di esse, invece, presentavano già la caratteristica recinzione in pietra, a tutela dell'intimità e a contenimento dei terrazzamenti, con l'orto e il viridario o brolo a fungere da utile cornice. Nel Trecento i pendii attorno al paese erano costellati di vigneti di uve bianche, in prevalenza garganega e schiava, ma anche moscato, palestra e marzemino: il vino che se ne ricavava giungeva fino agli osti di Padova.

### Simboli
Lo stemma è stato riconosciuto con decreto del capo del governo del 10 aprile 1930.
Il campo rosso ricorderebbe il locale castello distrutto all'epoca di Attila, mentre la croce simboleggerebbe l'avvenuta riunione degli abitanti fuggiti e doppiamente redenti dal paganesimo e dalle distruzioni barbariche; il monte ricorda la posizione geografica del paese; la corona di alloro è un omaggio al poeta Francesco Petrarca, coronato nel Campidoglio nel 1341 e che trascorse gli ultimi anni ad Arquà prima di morire nel 1374.
Il gonfalone è stato concesso con regio decreto del 15 maggio 1930 ed è costituito da un drappo di rosso.

## Monumenti e luoghi d'interesse
Il borgo medievale di Arquà si articola intorno a piazza Roma, dove si affacciano il palazzo Contarini (in seguito Naccari, ora Marolla) in stile gotico veneziano del Quattrocento e, di fronte, un palazzo del XIV secolo.

Completa lo scorcio la chiesa arcipretale di Santa Maria Assunta, di poco posteriore all'anno Mille, ampliata e impreziosita da un complesso pittorico dal gusto bizantino fino all'influsso di Giotto: di particolare interesse è la tela di Palma il Giovane, L'Assunta.
Al centro del sagrato sorge l'arca in marmo rosso di Verona contenente le spoglie del Petrarca, eretta nel 1380. Nella strada che conduce a valle, al di sotto del sagrato, è presente una fontana con lavatoi detta "del Petrarca", la cui costruzione è stata attribuita al poeta stesso, anche se la fattura risulta duecentesca.
A fianco vi sono due abitazioni storiche: una gotica e una quattrocentesca, dotata di giardino pensile.
In via Valleselle 4 si trova la Casa del Petrarca.

Il borgo di Arquà Petrarca è stato insignito della bandiera arancione del Touring Club Italiano, con la seguente motivazione:
La località si distingue per il grande valore delle sue risorse storico-culturali, aperte e ben conservate. Da segnalare la completezza ed efficacia della segnaletica turistica, oltre ad un sito web completo, aggiornato con i numerosi eventi e fortemente orientato verso i turisti. Il comune è poi caratterizzato da accessibilità e da un’elevata mobilità interna.
Il Monte Castello, un dosso di origine riolitica alto 108 metri e dalla cima spianata, che si erge a sud della città di Arquà, ospita oggi il Monumento ai Caduti della Guerra. In antico vi si insediava invece un castello di fine X secolo della tipologia castrum, ovvero una villa signorile fortificata. Questa, evolutasi dalle curtes, fungeva da centro difensivo, economico e giurisdizionale del territorio, poteri accentrati nelle mani di un Signore che successivamente tramandava ai suoi discendenti. La prima attestazione dell'esistenza del castello è in un documento del gennaio del 985, dove viene citato esplicitamente come castrum Arquade, mentre la prima menzione di un Signore suo proprietario avviene in un documento del 1040, dove si cita Rodolfo Normanno, vassallo degli Estensi. Il castello venne distrutto nel 1322 da Corrado da Vigonza, esponente della nobiltà antiezelliniana: i suoi ruderi furono poi smantellati o sommersi per la costruzione del Monumento ai Caduti.

## Società

### Evoluzione demografica
Abitanti censiti

## Cultura

### Eventi e manifestazioni
- Eventi in Casa Strozzi, a marzo e ad ottobre
- Festa di Maggio, Primo Maggio e prime due domeniche del mese
- Concerti in Villa, maggio
- Festival Euganeo, luglio
- Serate d'Estate, da giugno ad agosto
- Moscato Arquà Jazz Festival, primo fine settimana di settembre
- Festa delle Giuggiole, prima e seconda domenica di ottobre
- Festa dell'Olio Novello, ultima domenica di novembre

## Amministrazione

### Sindaci dal 1995
| Periodo | Periodo   | Primo cittadino    | Partito      | Carica  | Note |
| ------- | --------- | ------------------ | ------------ | ------- | ---- |
| 1995    | 2004      | Giuseppe Trentin   | Lista civica | Sindaco |      |
| 2004    | 2009      | Maurizio Perazzolo | Lista civica | Sindaco |      |
| 2009    | 2024      | Luca Callegaro     | Lista civica | Sindaco |      |
| 2024    | in carica | Andrea Schivo      | Lista civica | Sindaco |      |

### Gemellaggi
- Fontaine-de-Vaucluse[14]